# کینجیرو شیمیزو
کینجیرو شیمیزو (به انگلیسی: Kinjiro Shimizu) بازیکن فوتبال اهل ژاپن و عضو تیم ملی فوتبال ژاپن است که در تاریخ ۲۰ مه ۱۹۲۵ میلادی اولین بازی ملی‌اش را انجام داد. او در ۱ بازی ملی حضور داشت و آخرین بازی ملی خود را در تاریخ ۲۰ مه ۱۹۲۵ میلادی انجام داد. کینجیرو شیمیزو در بازی‌های ملی‌اش
گلی به ثمر نرساند.